# Sơn Hạ
Sơn Hạ là một xã thuộc huyện Sơn Hà, tỉnh Quảng Ngãi, Việt Nam.
Xã Sơn Hạ có diện tích 39,36 km², dân số năm 1999 là 7350 người, mật độ dân số đạt 187 người/km².